# Ectropis petrosa
Ectropis petrosa är en fjärilsart som beskrevs av Butler 1879. Ectropis petrosa ingår i släktet Ectropis och familjen mätare. Inga underarter finns listade i Catalogue of Life.